# Tavia lyga
Tavia lyga là một loài bướm đêm trong họ Noctuidae.